# Resident Evil 5
A Resident Evil 5 (japánban Biohazard 5) egy külsőnézetes túlélőhorror videójáték ötödik része, amelyet a Capcom fejlesztett és adott ki. A játék 2009 márciusában jelent meg Xbox 360 és PlayStation 3 konzolokra, majd ezt követően szeptemberben Microsoft Windows-ra.
A Resident Evil 5 főszereplője az sorozat első részének főszereplőjével azonos Chris Redfield és az eddig ismeretlen Sheva Alomar. A történet Afrikában egy fiktív Kijuju nevű országban játszódik, ahol a főszereplők azt a parancsot kapják, hogy akadályozzanak meg egy Bio-Organikus Fegyver üzletet és kapják el az ismert terroristát, Ricardo Irving-et. Ahogy a szereplők haladnak a történetben, egy világméretű összeesküvést sikerült megakadályozniuk.
A Resident Evil 5 a széria legsikeresebb játéka mind a sajtó kritikái, a játékosok fogadtatásai és az eladások tekintetében. A játék megjelenését követően sokan vádolták rasszizmussal, lévén egy afrikai országban fekete bőrű ellenfeleket kell lelőni, ám a botrány hamar érdektelenségbe fulladt.

## Játékmenet
Az ötödik rész, az előző részhez hasonlóan egy TPS azaz külső szemszögből játszható akciójáték, amelyben egy Kijuju nevű, fiktív afrikai országban kell Bio-Organikus Fegyverekkel és egyéb vírusfertőzött ellenféllel felvenni a harcot. A kooperatív játékra kihegyezett játék játszható offline és online is, a két főszereplő Chris és Sheva együtt haladnak a történetben egyazon időben és térben. Alapesetben Chris a fő karakter, de első végigjátszásra Sheva is irányíthatóvá válik. Az előző részekkel ellentétben itt nem zombik, hanem egy új vírussal megfertőzött emberek (Majini) az ellenfelek. A játék célja, hogy pályáról pályára haladva, az ellenfeleket eliminálva a játékos kiderítse a Bio-Organikus Fegyverekkel való igazi célját Albert Weskernek és megölje őt. Ebben különböző fegyverek lesznek a játékosok segítségére.
Az elsődleges fegyverzet egy pisztoly és egy vágóeszköz (Chris esetében machate, Sheva tőrrel harcol). A lőfegyverek muníciója véges, a pályákon elszórtan utánpótlás található illetve a megölt ellenfelek hullája tartalmazhat töltényt. Öt alapvető fegyvertípus van jelen a játékban, amely különböző lőszert használ, ez a kézifegyver (pisztolyok), gépfegyverek, sörétes puskák, mesterlövész puskák és a magnumok. Ezen felül néhány egyedi fegyver is jelen van, mint a kábító bot, amely a késen kívül az egyetlen közelharci fegyver. Továbbá a gránátvető, amihez több különféle gránát is található, illetve vásárolható; rakétavető amely egyszer használatos (kivétel az utolsó csatában). Létezik még két speciális fegyver, amelyeket csak a játékban teljesített kíhívásért cserébe oldható fel; a Gatling-géppuska, csak Chrisnek és az Íj amely csak Sheva számára elérhető. Mindkét fegyver közös tulajdonsága, hogy végtelen munícióval rendelkezik.
Használhatóak még gránátok, amelyből három féle létezik; repeszgránát, gyújtógránát és villanógránát.
Az ellenfelekkel vívott harcban a játékosok egészségi állapota sérülhet, ezeket a egészségspray-vel, vagy zöld növénnyel lehet gyógyítani. A játékban ritkábban elszórt piros növényt, kombinálva egy zölddel 100%-ot gyógyító hatású készítmény nyerhető. Ezen felül a játékban találhatóak tojások, amelyből négyféle van; fehér (kis mértékben gyógyít), barna (közepes mértékben gyógyít), arany (teljes mértékben gyógyít), záp/romlott (nem gyógyít, elfogyasztva sebzést okoz, de megdobva vele az ellenfelet kisebb sebzést okoz).
A fegyverek, lőszerek és elsősegélyügyi tárgyak nem hordozhatóak korlátlanul, egy karakter kilenc férőhelynyi tárgyat vihet. Minden tárgy egységesen egy helyet foglal, kivétel a lőszerek, gránátok és tojások amelyből típusonként több is.
A játék tagolt, fejezetekre osztott, amelyek között vásárlásra és a meglévő fegyverek fejlesztésére is van lehetőség.
A kooperatív játékmód miatt, a játékosok vagy a játékos és a mesterséges intelligencia által irányított társ, felszerelést cserélhet, átadhatnak illetve elkérhetnek tárgyakat egymástól. Jellemzően a két karakter két különböző harci stílust rendez be magának a felszerelések elosztásával, mint tüzér-támogató, ám ez nem törvényszerű.
A pályákon elrejtve különböző relikviák és kincsek találhatóak, amelyeket eladva aranyat azaz játékbeli fizetőeszközhöz juthat a játékos. Aranyat az ellenfelek holttestei is rejthetnek és a pályákon is található elszórva. Ezekből új fegyvereket, fegyver fejlesztéseket és elsősegélycsomagokat lehet venni.

### Többjátékos mód
Új játék indításakor, vagy folytatott játék kezdetekor barátokat hívhatóak meg játszani. Ennek hiányában a mesterséges intelligencia irányítja a másodlagos karaktert. Ha egy játékos csatlakozni akar, akkor a következő ellenőrzőpontnál a játék megáll, a vásárló és rendezőképernyőre navigál és onnantól már ketten folytatják a játékot.

## Történet
Öt évvel a Resident Evil 4 eseményei után, a korábbi Special Tactics and Rescue Service (S.T.A.R.S.) tag immáron a Bioterrorism Security Assessment Alliance (BSAA) ügynöke. Mint az első rész "Kastély incidens" és a Code: Veronica "Rockfort sziget incidens" eseményeinek veteránja, őt küldik Afrikába egy Kijuju nevű fiktív országba, ahol egy Ricardo Irving nevű terroristát kell megakadályoznia abban, hogy a feketepiacra juttasson Bio-Organikus Fegyvereket (Bio-Organic Weapon rövidítve B.O.W.). B.O.W.-nak nevezhető minden olyan vakcina, vírus, vagy oltás amely a játék központi vírusának a Progenitornak valamilyen mutációja.
A BSAA afrikai részlegének újoncát, Sheva Alomart jelölik ki Chris társaként, aki helybéliként a segítségére lehet. A találkozási pont után, szemtanúi lesznek, ahogy két férfi, egy parazitát tuszkol le, egy harmadik torkán. A harmadik férfi eleinte agonizál, majd a főszereplőkre támad. Ezután ellenséges helyiekbe ütköznek, légitámogatást kérnek. A szűk afrikai stílusú falvakon keresztül eljutnak egy kohóig, ahol az Alpha Team (Chris előtt érkezett felderítő csapat) széttépett holttesteit találják, itt megkűzdenek az első Uroboras (Rengeteg féregszerű test, amely bekebelez minden élő organizmust. Minél többet tud, annál nagyobb és erősebb.) lénnyel. Ezután egy támaszpontnak kialakított raktárba érkeznek, ahol elküldik az eddig megszerzett információkat a központnak. A központ értesíti őket arról, hogy további támogatást nem küldenek, ám a feladatot miszerint az Irving nevű terrorista elfogása, el kell végezni. Továbbhaladva csapdába ütköznek, de a BSAA Delta Team túlélője, Sheva régi mentora Josh Stone megmenti őket és információkkal látja el. Az adatok között Chris egy fotót lát, régi társáról, Jill Valentine-ról, aki az első rész másik főszereplője. A történet szerint Jill-t halottnak nyilvánították, mikor egy korábbi akció során Alber Wesker és Oswell E. Spencer keresésére küldik. Itt egy Weskerrel való összecsapásban, Christ mentve lelöki Weskert az ablakon keresztül a mélységbe, ám vele zuhan ő is.
Chris elhatározza, hogy utánajár Sheva pedig támogatja ebben. Irving a bányákon keresztül menekül az olajmezőkig, majd a kikötőben egy kisebb hajóval elmenekül. Chris és Sheva Josh segítségével utánaered egy motorcsónakkal, ahol sarokba szorítják a terroristát, aki ezért a nyakába fecskendez egy valamit, aminek hatására egy polipszerű szörnyé mutálódik. Chris és Sheva végeznek vele, majd a terrorista homályos utalásainak hatására a közeli barlangok felé indulnak, amely szívében a Progenitor vírus alapja, egy virágültetvényt találnak, amelyre a G, T, Veronica vírus is épült. Az ültetvény mellett egy titkos laboratóriumba hatolnak be. A központi számítógépen megtalálják Jill aktáját, de a kapszula amiben a testének kéne lennie üres. A képernyőn Excella Gionne jelenik meg, aki a Tricell afrikai igazgatója. A Tricell egyik alapítója és fő támogatója a nemzetközi biorerrorizmus elleni szervezetnek a BSAA-nak, amelyenk a két főszereplő is a tagja. Excella szerint Chriséknek távoznia kéne, mert már így is sok problémát okoztak. Ekkor egy hatalmas pókszerű B.O.W. támad rájuk, miután legyőzik a laboratórium belseje felé indulnak, Excella felkutatására. Egy zártabb szobában meg is találják, ám ott egy Uroboras támad rájuk, aki jóval erősebb és veszélyesebb mint az előző. Excellának sikerül elszöknie míg Chris és Sheva a szörnyeteggel harcol, amint legyőzik a nyomába erednek. Közben lehallgatnak egy beszélgetést, amelyben elhangzik az Albert név. Chris azt gondolja, hogy Wesker. Egy trónterembe érve Excella, Wesker és egy csuklyás idegennel találkoznak, akiről kiderül, hogy Jill az, de Wesker irányítása alatt áll, egy a mellkasára szerelt szerkezettel. Excella elmenekül, Wesker egy darabig harcol majd távozik így Jillt sikerül megmenteni. A két főhős Wesker után ered, egy teherhajóra.